# Furona degenera
Furona degenera là một loài bọ cánh cứng trong họ Cerambycidae.